# ドコモエンジニアリング

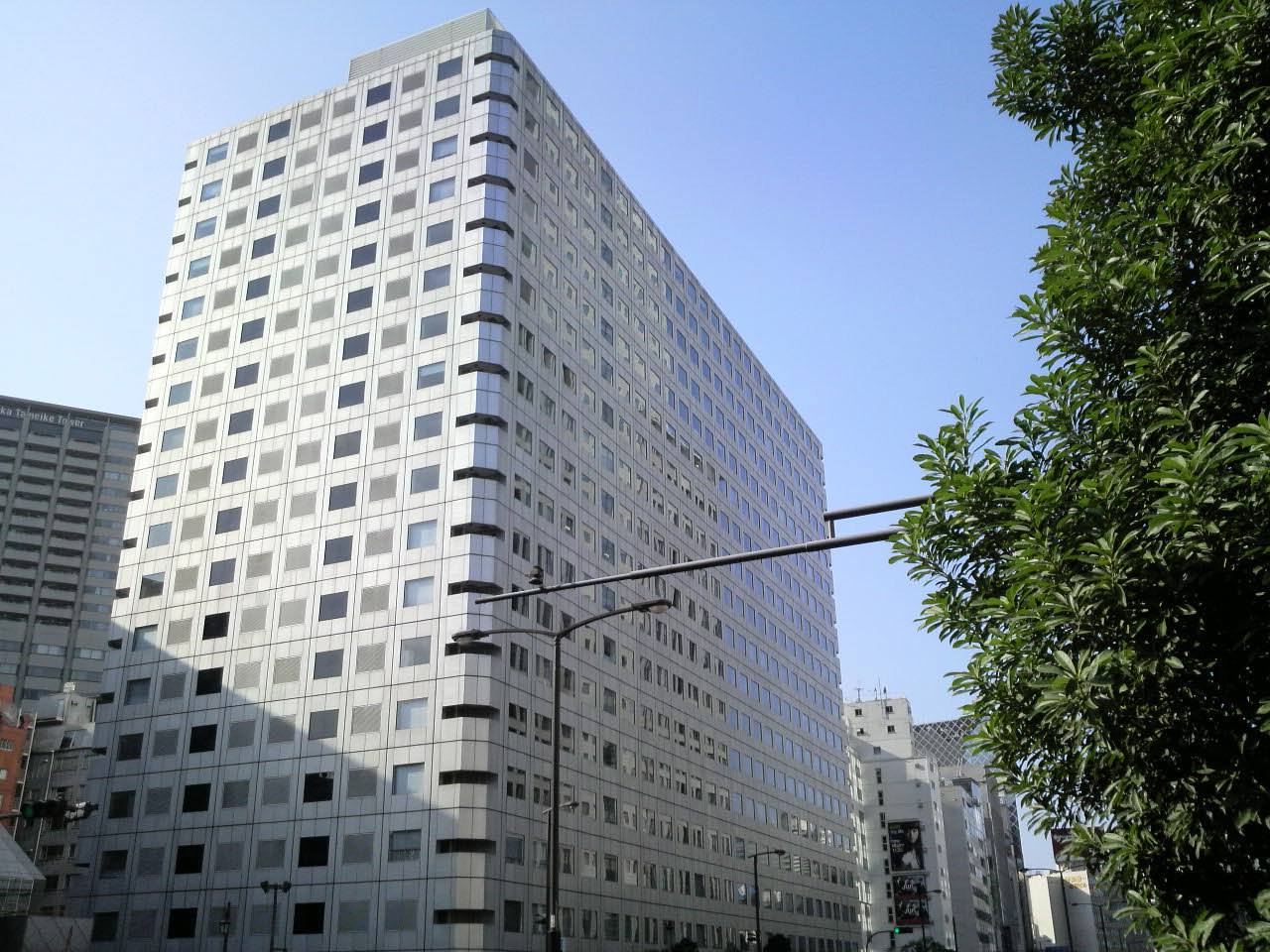
本社のある国際赤坂ビル

ドコモエンジニアリング株式会社（英文社名：DOCOMO Engineering Inc.）は、NTTドコモグループの企業。主にNTTドコモの電気通信設備の開発、建設、保守及び運用を行っていた。
2014年7月1日にドコモ・サービス株式会社、ドコモ・モバイル株式会社、ドコモ・ビジネスネット株式会社を吸収合併の上商号変更し、株式会社ドコモCSとなった。

## 概要
主業務はNTTドコモからアウトソーシングされているネットワークの保守業務である。
NTTドコモの屋外基地局、屋内基地局、交換局の設計、設置、保守がメイン業務となるが、NTTドコモ内の社内ネットワークの物理層（配線及び機器設置）における工事及び保守も行っている。地域単位で保守拠点となるネットワークサービスセンターを設置し、災害及び障害において各エリアの設備に対し迅速に復旧対応を行っている。
社員数は約1500人で、ドコモグループの中では社員数が多い。また、実際に現場で作業する作業員が社員の大多数を占めるため、CCNAやCCNP、無線技術士などのネットワークに関する資格、また近年では交換機がサーバー化していることから、LPICを主としたUNIX系の資格取得数が高く、研修センターを設置してNTTドコモグループやドコモショップなどに対しシステム関連及び資格取得のための研修を随時行っている。
ドコモグループとしては最大の子会社であり、前ボーダフォンジャパン社長であった津田志郎が社長を務めていたこともあった。合併前の社長の辻村も、ドコモ本体の副社長を務めており、iモードからスマートフォンへの過渡期の主要な人事を担っていた人物である。
事業エリアは旧NTTドコモ中央管内である。その他の地域には、ドコモエンジニアリング東北と言った様に地域名が後につく会社が存在し、それぞれの地域の保守を担っている。 　

## 事業区内
東京都 - 神奈川県 - 山梨県 - 埼玉県 - 茨城県 - 群馬県- 栃木県- 長野県- 新潟県

## 沿革
- 1992年（平成4年）8月 - NTT中央移動通信株式会社100%出資の子会社・移動通信システムエンジニアリング株式会社として設立。
- 1993年（平成5年）10月 - NTT移動通信網株式会社とNTT中央移動通信株式会社との合併に伴い、社名をドコモエンジニアリング株式会社に変更し、NTTドコモ100%の子会社として再発足。
- 1995年（平成7年）12月 - 東京臨海副都心青海フロンティアビルに事務所一部移転・
- 1997年（平成9年）1月 - 一般人材派遣事業開始。
- 2001年（平成13年）
  - 12月 - 本社を国際赤坂ビルへ移転。
  - 8月 - 研究開発支援業務をドコモ・テクノロジ株式会社に移管。
- 2003年（平成15年）7月 - 一般労働者派遣業務をドコモ・サービス株式会社へ移管。
- 2014年（平成26年）7月 - ドコモ・サービス株式会社、ドコモ・モバイル株式会社、ドコモ・ビジネスネット株式会社を吸収合併の上商号変更し、株式会社ドコモCSとなる。

## 2014年合併前の関連会社
- ドコモエンジニアリング北海道株式会社 - 北海道札幌市
- ドコモエンジニアリング東北株式会社 - 宮城県仙台市
- ドコモエンジニアリング東海株式会社 - 愛知県名古屋市
- ドコモエンジニアリング北陸株式会社 - 石川県金沢市
- ドコモ・エンジニアリング関西株式会社 - 大阪府大阪市
- ドコモエンジニアリング中国株式会社 - 広島県広島市
- ドコモエンジニアリング四国株式会社 - 香川県高松市
- ドコモエンジニアリング九州株式会社 - 福岡県福岡市
- ドコモ・サポート株式会社
- ドコモ・モバイル株式会社
- ドコモ・サービス株式会社
- ドコモ・システムズ株式会社
- ドコモ・ビジネスネット株式会社
- ドコモ・データコム株式会社